# عصر (سوره)
سوره عصر یکی از سوره‌های قرآن کتاب مقدس دین اسلام است. بیشتر مفسرین بر این گمانند که این سوره در در شهر مکه نازل شده باشد اما بعضی مفسران بر نزول این سوره در مدینه در سال اول هجرت تأکید دارند. این سوره در شکل فعلی اش دارای ۳ آیه است و از نظر تعداد آیات جزو سوره‌های کوتاه قرآن یا مفصلات قرار می‌گیرد. این سوره با قسم خداوند به عصر آغاز می‌شود، در آیهٔ بعد هشداری در زمینه خسران همه انسان‌ها داده‌می‌شود. اما در آیهٔ سوم کسانی که ایمان آورده‌اند، عمل صالح انجام می‌دهند و دیگران را به حق توصیه می‌کنند و به صبر فرا می‌خوانند را از خسران دیدگان مستثنی می‌کند. آنگلیکا نویورت آیهٔ سوم را الحاقی می‌داند.

## مبانی نام گذاری
وجه تسمیه این سوره بخاطر وجود عبارت عصر در آیه اول و قسم خوردن خدا به آن است. با توجه به مضمون دو آیه بعد انتظار می‌رود که منظور از کلمه عصر، دوران محمد و زمان طلوع اسلام باشد.

## محتوای سوره
سوگند به عصر،

انسان، در زیان است.

مگر کسانی که گرویده و کارهای شایسته کرده و همدیگر را به حقّ سفارش و به شکیبایی توصیه کرده‌اند.
در این سوره سخن از زیانکار بودن همه انسان‌ها به میان می‌آید، و فقط یک گروه را که: ایمان آورده‌اند، عمل صالح انجام می‌دهند، یکدیگر را به حق سفارش می‌کنند و یکدیگر را به صبر توصیه می‌کنند را استثنا کرده و زیانکار نمی‌داند. به بیان دیگر این سوره همراهی علم و عمل را موجب سعادت و نجات بشر می‌داند.

## آیات الحاقی
به گفتهٔ آنگلیکا نویورت، با توجه به ساختار ادبی و کیفیت فنی سوره، سورهٔ عصر در ابتدا دو آیه داشته است و آیه سوم بعداً به آن اضافه شده است. آیهٔ سوم در واقع «استثنا بر قاعده» است و مؤمنان را از گروه اول [انسان در خسران] استثنا می‌کند. نحوهٔ الحاق نشان می‌دهد که از اواخر دورهٔ مکه است.

## نسخه‌های دیگر
نسخهٔ دیگری از این سوره از قول علی بن ابی طالب نقل شده است که چنین است:
سوگند به عصر،
سوگند به ناپایداری سرنوشت،
انسان، در زیان است.
و در زیان خواهد ماند، تا پایان زمان.

## دیدگاه سنتی اسلامی

### شأن نزول
در چندین تفسیر شأن نزول این سوره علی بن ابی‌طالب ذکر شده است.

### نزول
این سوره در سال اول بعثت بعد از سوره انشراح نازل شده است. در بعضی منابع از نزول این سوره در سال اول هجرت نیز یاد شده است.

### فضیلت سوره
مسلمانان صدر اسلام وقت خداحافظی و جداشدن از یکدیگر سوره عصر می‌خواندند

در حدیثی از جعفر صادق روایت شده: 
هرکس سوره «والعصر» را در نمازهای نافله بخواند خداوند او را در قیامت برمی‌انگیزد در حالی که صورتش نورانی، چهره‌اش خندان و چشمش (به نعمت‌های الهی) روشن است، تا داخل بهشت شود.— جعفر صادق
علامه طباطبایی مفسر شیعه در تفسیر المیزان می‌نویسد:
این سوره تمامی معارف قرآنی و مقاصد مختلف آن را در کوتاه‌ترین بیان خلاصه کرده — علامه طباطبایی
امام شافعی عالم سنی می‌گوید:
اگر خداوند هیچ حجتی جز این سوره برای مخلوقاتش نازل نمی‌کرد، برای آنها کافی بود— محمد بن ادریس شافعی

## در ادبیات
این سوره در اشعار مولانا در دفتر سوم مثنوی معنوی بدین صورت ذکر شده است:
| گفت لقمان صبر هم نیکو دمیست   |  | که پناه و دافع هر جا غمیست |
| صبر را با حق قرین کرد ای فلان |  | آخر والعصر را آگه بخوان    |
| صد هزاران کیمیا حق آفرید      |  | کیمیایی همچو صبر آدم ندید  |

امید مجد سوره عصر را چنین منظوم کرده است:
| سرآغاز گفتار نام خداست   |  | که رحمتگر و مهربان خلق راست |
| قسم باد بر عصر کاین آدمی |  | ٰزیان‌ها رسانَد به خود هر دمی  |
| به جز مؤمنان به پروردگار |  | که پیوسته نیکند و پرهیزکار  |
| سفارش نمایند هم را مدام  |  | به حق و شکیبایی و اهتمام    |